# Tony Featherstone
Anthony James Featherstone (Toronto, Ontario, 1949. július 31. – Toronto, Ontario, 2021. október 31.) kanadai jégkorongozó.

## Pályafutása
Komolyabb junior karrierjét az OHL-es Peterborough Petesben kezdte 1967–1968-ban. A következő szezont is ebben a csapatban töltötte. Az 1969-es NHL-amatőr drafton a Oakland Seals választotta ki az első kör hetedik helyén. 1969–1970-ben bemutatkozott az NHL-ben és kilenc mérkőzésen egy asszisztot jegyzett. Még ebben az évben leküldték az AHL-es Providence Redsbe. A következő szezont a California Golden Sealsben játszotta végig az NHL-ben. 1971–1973 között az AHL-es Nova Scotia Voyageursben játszott. Legjobb idényében 103 pontot szerzett és 1972 végén AHL-bajnokok lettek. 1973–1974-ben a Minnesota North Starshoz került egy szezon erejéig. 1974–1976 között a WHA-s Toronto Torosban játszott és innen vonult vissza.

## Díjai
- Calder-kupa: 1972
- AHL Első All-Star Csapat: 1973